# Windows Phone
Pour les articles homonymes, voir WP.
Windows Phone est un ancien système d'exploitation mobile qui était développé par Microsoft pour succéder à Windows Mobile, sa précédente plateforme logicielle qui a été renommée pour l'occasion en Windows Phone Classic,. Contrairement au système qu'il a remplacé, Windows Phone 7 était d'abord principalement destiné au grand public. Cependant à partir de Windows Phone 8, Microsoft a proposé des fonctions avancées pour les entreprises ainsi qu'un espace d'applications réservé aux professionnels. À partir de novembre 2015, Windows Phone disparaît progressivement et est remplacé par Windows 10 Mobile.
Windows Phone est lancé le 21 octobre 2010 en Europe, à Singapour, en Australie et en Nouvelle-Zélande, le 8 novembre 2010 aux États-Unis et au Canada, puis le 24 novembre 2010 au Mexique. Selon Microsoft, le développement du système d'exploitation est parti d'une feuille blanche, et s'est terminé entre fin août et début septembre 2010 avec notamment la disponibilité du kit de développement final et la diffusion d'un kit de présentation aux constructeurs. Contrairement à Windows Mobile, l'interface homme-machine de Windows Phone repose nativement sur l'utilisation d'un écran tactile multipoints. Avec Windows Phone, Microsoft propose une interface utilisateur dénommée Modern UI avec un système de tuiles dynamiques, très différente de ce que l'on peut avoir l'habitude avec iOS ou Android. En mai 2013, Windows Phone devient le troisième système d'exploitation mobile.
Le système d'exploitation était initialement disponible en cinq langues (anglais, allemand, espagnol, français et italien), étendues à 25 en 2011. Le Windows Phone Store, la boutique en ligne de Microsoft dédiée au téléchargement des applications pour Windows Phone, propose plus de 200 000 applications en décembre 2013.
Windows Phone fait l'objet d'une mise à jour à la fin de l'année 2015, dans le but d'unifier le système d'exploitation mobile avec celui pour tablette (Windows RT) et celui pour PC (Windows 8). La nouvelle plateforme, Windows 10, permet de disposer de la même base dans toutes ses versions et sur tous les appareils, qui évolue par mises à jour cumulatives. Windows Phone devient ainsi Windows 10 Mobile.
Microsoft abandonne son système d'exploitation Windows Phone 8.1 le 11 juillet 2017. La période de prise en charge du système par Microsoft est terminée et le système est donc définitivement abandonné. Windows 10 Mobile devait connaître, 2 ans plus tard, le même destin funeste que Windows Phone, mais Microsoft nourrissait encore des ambitions pour le marché du smartphone.

## Histoire du système

### Développements du système d'exploitation
Des premiers travaux sur une mise à jour majeure de Windows Mobile ont pu avoir été commencés au début 2004 sous le nom de code « Photon », mais le développement avance lentement et le projet est finalement annulé.
En 2008 Microsoft réorganise le groupe Windows Mobile et commence à travailler sur un nouveau système d'exploitation mobile. Le produit devait être publié en 2009 comme Windows Phone, mais plusieurs retards ont incité Microsoft à développer Windows Mobile 6.5 comme version intermédiaire.
Finalement Windows Phone 7 a été développé rapidement sans chercher à créer une compatibilité descendante, ainsi Terry Myerson, ingénieur Windows Phone, déclare : « nous avons choisi le changement vers les écrans tactiles capacitifs, loin du stylet, et du matériel requis pour avoir une meilleure expérience Windows Phone, nous devions casser la compatibilité des applications avec Windows Mobile 6.5 ».
De la même façon, pour Windows Phone 8, Microsoft n'a pas hésité à remplacer le noyau Windows CE par le noyau Windows NT de Windows 8, et à imposer des caractéristiques techniques plus élevées pour les terminaux. Cela permettait l'exécution des nouvelles fonctionnalités, mais sans créer une compatibilité descendante. Seules les applications sous Windows Phone 7 pouvaient tourner sur Windows Phone 8. Ces choix ont certainement constitué un frein supplémentaire au développement des parts de marché de l'OS pour Microsoft, et des terminaux pour Nokia. Cependant, le nouvel écran d'accueil de Windows Phone 8 a été porté, via une mise à jour dénommée Windows Phone 7.8.

### Dénomination
Windows Phone est une nouvelle marque de Microsoft qui remplace l'ancien système Windows Mobile. Microsoft a commencé à désigner les périphériques exécutant Windows Mobile comme « Windows Phones » et a annoncé sa nouvelle plate-forme comme « Windows Phone Series » ce qui a amené des critiques sur l'aspect verbeux du nom. Le 2 avril 2010, Microsoft a annoncé que la particule « Series » serait abandonné, adoptant finalement Windows Phone en tant que nom pour la plateforme.

### Lancement

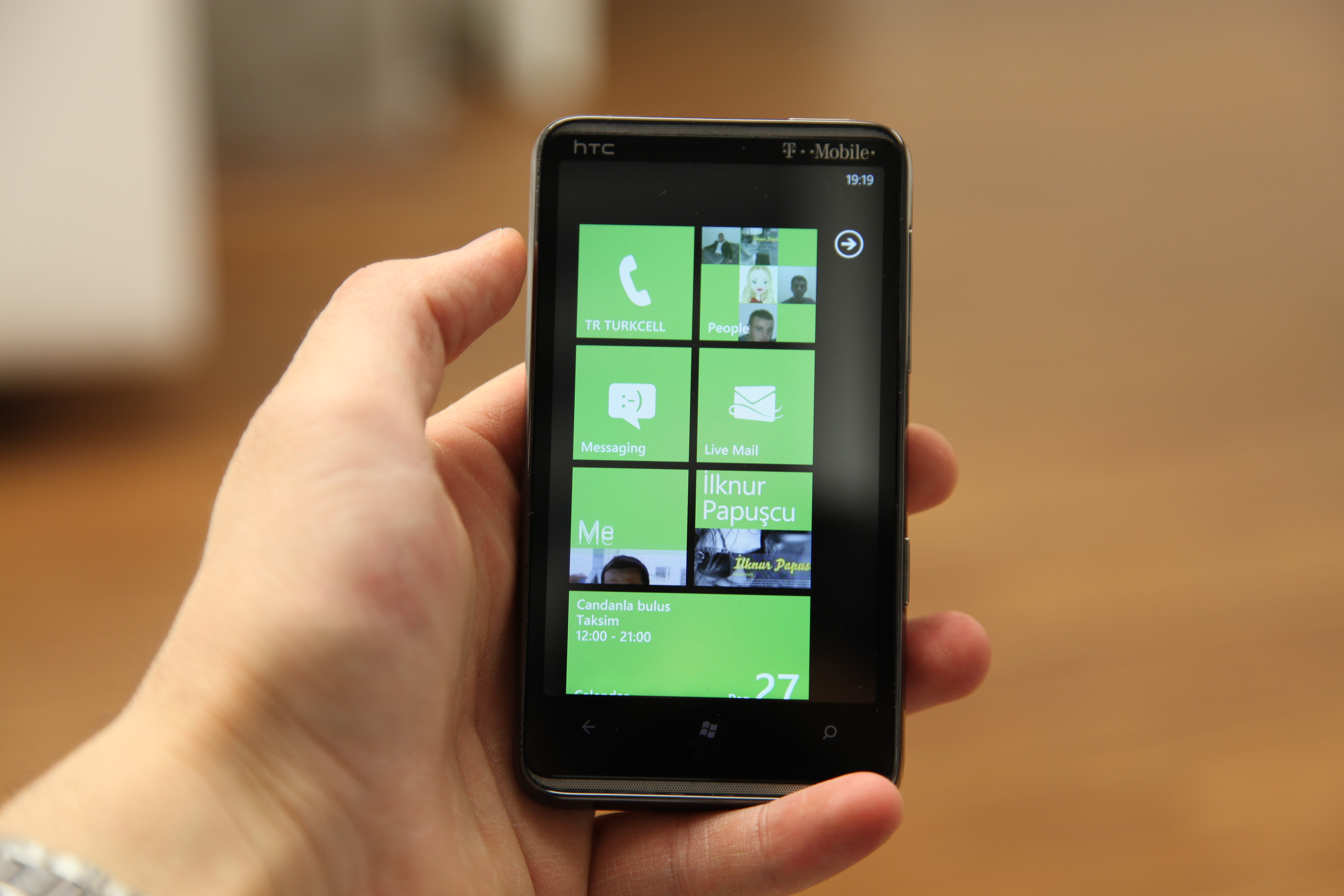
L'HTC HD7, disponible depuis le 22 octobre 2010 en Europe.

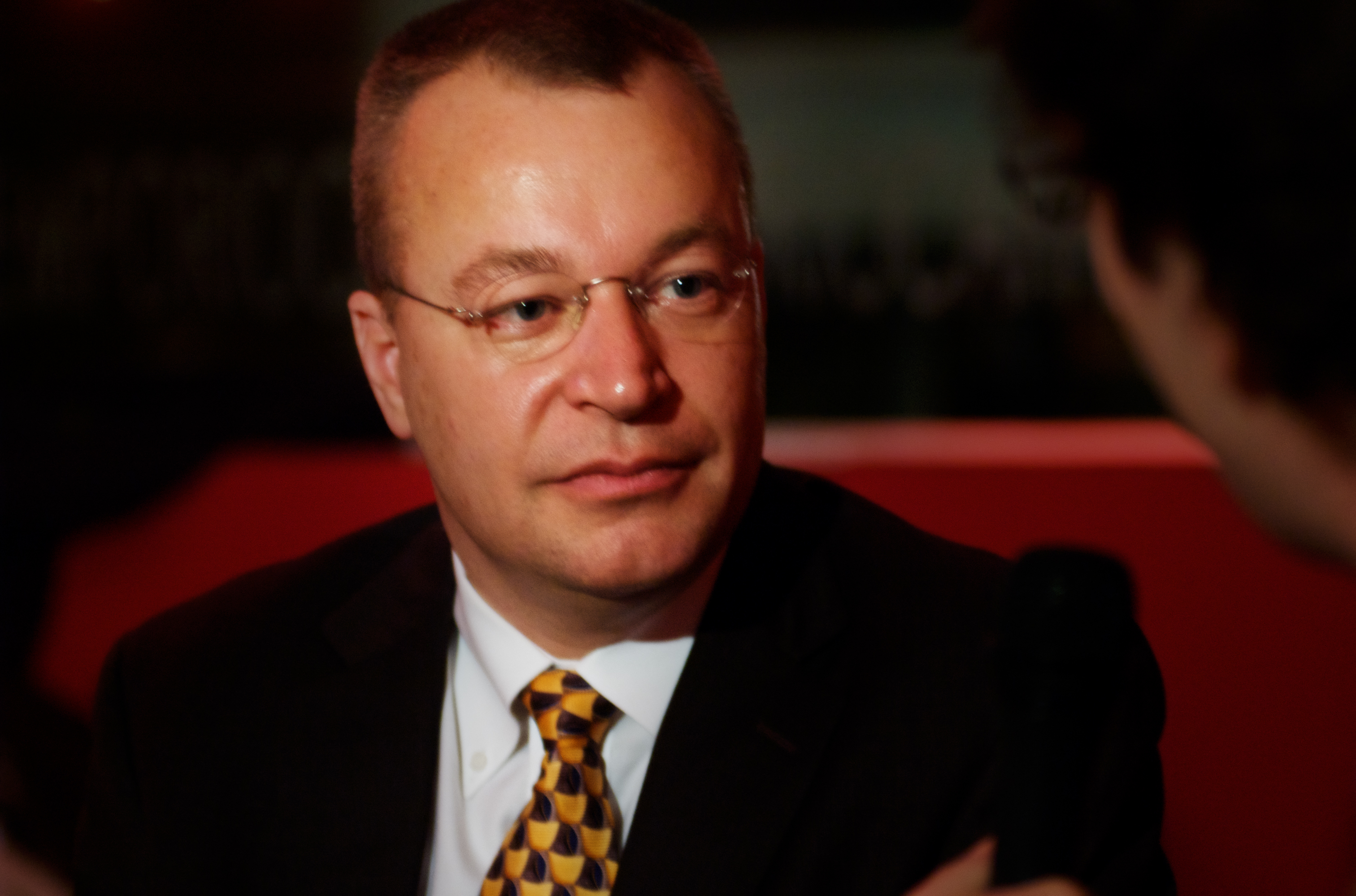
Stephen Elop a quitté Microsoft pour Nokia, ce qui a mené à un contrat entre les deux parties.

En février 2010, à l'occasion du Mobile World Congress de Barcelone, un communiqué de presse de Microsoft a listé les compagnies qui contribueraient à faire fonctionner Windows Phone. De nombreux fabricants de matériel ont été répertoriés dans le communiqué. HP, qui par la suite a décidé de ne pas construire des dispositifs Windows Phone, a expliqué ce choix en disant qu'il voulait mettre l'accent sur HP webOS, alors racheté depuis peu.
Windows Phone prend en charge vingt-cinq langues. Le Marché Windows Phone (Windows Phone Store) permet d'acheter et de télécharger des applications. Windows Phone est sorti en Europe le 21 octobre, en Amérique du Nord le 8 novembre et au Mexique le 24 novembre 2010. Un communiqué dans les pays asiatiques suivra en 2011.
Le 21 décembre 2010, Microsoft indique que dans les six premières semaines, les fabricants ont vendu 1,5 million de périphériques Windows Phone à des détaillants et des opérateurs de téléphonie mobile. Le 26 janvier 2011, Microsoft déclare avoir vendu plus de deux millions de licences Windows Phone au cours du quatrième trimestre 2010. En août 2011, l'institut Gartner rapporte que les systèmes d'exploitation mobiles de Microsoft (Windows Phone et les anciens systèmes Windows Mobile) atteignent aux États-Unis une part de marché de 2 %.

### Contrat avec Nokia
Le 11 février 2011, Nokia et son PDG Stephen Elop (ancien de Microsoft) a annoncé qu'il supprimait les investissements dans Symbian OS et MeeGo malgré le soutien de la Commission européenne.
Nokia utilisera Windows Phone et aura droit en échange à une relation privilégiée avec Microsoft pour l'évolution et le développement de Windows Phone. Selon Microsoft, Nokia pourrait en modifier l'interface et modifier de façon exclusive l'OS, ce qui en pratique pourrait se révéler infaisable car les autres constructeurs ne souhaiteraient pas être désavantagés par rapport à l'entreprise finlandaise.
L'accord qui prévoit que Microsoft verse plus d'un milliard de dollars pour le contraindre à utiliser son système d'exploitation n'a pas été officialisé.

### Fin du développement
En octobre 2017, Microsoft annonce la fin des développements pour son système d'exploitation pour mobile et la limitation à des mises-à-jour de sécurité et des corrections de bogues. La fin des dernières mises-à-jour est annoncée en janvier 2020.

## Versions et mises à jour
De même façon qu'Apple avec iOS, Windows Phone est mis à jour de façon automatique sans passer par les constructeurs, afin d'offrir une expérience utilisateur identique entre tous les modèles de téléphones et éviter la fragmentation des versions, comme sur la plateforme Android. Cependant les mises à jour peuvent toujours être retardées par les opérateurs téléphoniques pour les téléphones achetés dans leurs boutiques.
Sur Windows Phone 7, les mises à jour importantes passaient uniquement par le Zune Software. Avec le passage à Windows Phone 8, toutes les mises à jour sont maintenant déployées over the air par le biais de Windows Update, qui est intégré aux paramètres du système d'exploitation. Les applications sont mises à jour via le Windows Phone Store.
Microsoft a l'intention de diffuser des mises à jour mineures plusieurs fois par an, et une mise à jour plus importante chaque année.

### Windows Phone 7

Logo Windows Phone 7.

Déjà en 2011, Microsoft travaillait sur une unification entre Windows et Windows Phone. Un changement de noyau aura donc lieu prochainement pour avoir le même que sur Windows 8, c'est-à-dire le noyau NT. Les développeurs savaient donc déjà dès 2011 qu'ils ne pourraient pas faire fonctionner Windows Phone 8 sur les mobiles disposant de Windows Phone 7.
Depuis le 14 octobre 2014, le support pour Windows Phone 7.8 n'est plus assuré.
| Version du système d'exploitation | Date              | Caractéristiques                                                             |
| --------------------------------- | ----------------- | ---------------------------------------------------------------------------- |
| 7.0.7004.0                        | 21 octobre 2010   | Version originale (diffusée aux constructeurs)                               |
| 7.0.7008.0                        | 22 février 2011   | Mise à jour préparatoire de test,                                            |
| 7.0.7390.0                        | 23 mars 2011      | Copier-coller, une amélioration des performances et un meilleur Marketplace, |
| 7.0.7392.0                        | 4 mai 2011        | Mise à jour des certificats SSL,                                             |
| 7.0.7403.0                        | 29 septembre 2011 | Mise à jour intermédiaire requise pour le passage à Windows Phone 7.5        |

### Windows Phone 7.5
Un an après sa sortie, Microsoft propose une mise à jour importante de son nouvel OS mobile. Windows Phone 7.5  apporte de très nombreuses nouveautés et améliorations de performances.
| Version du système d'exploitation | Date              | Caractéristiques |
| --------------------------------- | ----------------- | --- |
| 7.10.7720.68 Mango                | 27 septembre 2011 | Multi-tâches complet, Internet Explorer 9, intégration de Twitter, reconnaissance vocale, visuelle et sonore (comme le logiciel shazam) (...) soient 500 nouvelles fonctionnalités, |
| 7.10.7740.16                      | 29 novembre 2011  | Microsoft Exchange 2003 : correction du message original qui n'était pas inclus lorsque vous répondiez à un e-mail. Messagerie Vocale Visuelle : correction d'un problème de notifications pour les messages vocaux. |
| 7.10.8107.79 Refresh              | 19 janvier 2012   | Corrige un problème pour éviter que le clavier disparaisse de l'écran en cours de saisie. Corrige un problème de synchronisation avec Google Mail. Corrige un problème d'accès à la localisation. Le hub Contacts envoie à Microsoft des informations anonymes concernant les points d'accès Wi-Fi et les stations de base proches si vous autorisez la fonction Signaler sa localisation à accéder aux informations de localisation et à les utiliser. Révoque les certificats numériques de DigiCert Sdn Bhd pour résoudre un problème de chiffrement. |
| 7.10.8773.98 Tango                | 18 juin 2012      | Améliorations des performances (peut tourner sur des appareils ayant 256 Mo de mémoire vive), meilleure gestion de la 3G et autres améliorations diverses. Première utilisation sur le Nokia Lumia 610. |

### Windows Phone 7.8
Les téléphones sous Windows Phone 7 ne pourront pas migrer vers Windows Phone 8. Windows Phone 7.8 apporte donc la plupart des nouvelles fonctionnalités esthétiques de Windows Phone 8 mais n'évoluera plus après cette mise à jour.
| Version du système d'exploitation | Date            | Caractéristiques |
| --------------------------------- | --------------- | --- |
| 7.10.8858.136                     | 31 janvier 2013 | Même fonctionnalités que Windows Phone 8 sauf les mises à jour OTA, le support du NFC, le support des cartes mémoire, un « vrai multitâche », Internet Explorer 10, le support des processeurs multicœur, le support de résolutions d'écran supérieures au 480×800, « Wallet », l'encryptage des données au sein de l'appareil, la gestion à distance des terminaux et le « Hub Entreprise ». |
| 7.10.8862.144                     | 14 mars 2013    | Améliorations diverses et corrections de bugs. Corrections des problèmes liés aux Live Tiles qui ne sont pas mises à jour |

### Windows Phone 8 «Apollo»
Le changement de noyau entre Windows Phone 7 et Windows Phone 8, a permis de nombreuses avancées techniques et esthétiques.
| Version du système d'exploitation | Date             | Caractéristiques |
| --------------------------------- | ---------------- | --- |
| 8.0.9903.10 Apollo                | 29 octobre 2012  | Mises à jour vers les composants de base de Windows 8 : Noyau, système de fichiers, pilotes, sécurité et graphisme. Support des processeurs multi-core jusqu'à 64 cœurs. Support des résolutions : 1 280 × 720, 1 280 × 768, et 800 × 480. Support des cartes MicroSD et du NFC. Arrivée d'Internet Explorer 10 Mobile, du « vrai multitâches », et de Nokia Here Maps. Nouvel écran d'accueil avec personnalisation de la taille des tuiles. Nouvel écran de démarrage avec nouveau logo de Windows Phone. Nombreuses améliorations en photographie. Support du Screenshots et intégration de SkyDrive. Mise à jour « Over the air » grâce à Windows Update. |
| 8.0.10211.204 GDR1                | 11 décembre 2012 | Améliorations diverses et corrections de bugs. Améliorations de la messagerie, d'Internet Explorer, et du Bluetooth. Possibilité de garder allumé le Wi-Fi écran éteint. |
| 8.0.10327.77 GDR2                 | 12 juillet 2013  | Arrivée de la Radio FM, de Data Sense et de la fonction « Filtrage d'appels+SMS ». Arrivée de nouvelles API permettant d'utiliser à nouveau des services tels que Google Agenda. Corrections des bugs de Xbox Music, Skype et Lync. Support du HTML5 dans Internet Explorer 10 Mobile. |
| 8.0.10512.142 GDR3                | 14 octobre 2013  | Support des écrans Full HD avec possibilité de mettre trois colonnes de tuiles sur l'écran d'accueil. Améliorations de la compatibilité Bluetooth et de l'accessibilité pour les malvoyants. Partage de connexion plus rapide avec Windows 8.1. Arrivée du mode Véhicule et de l'application HERE Drive en version +. Arrivée du verrouillage de rotation de l'écran et de la personnalisation des sonneries par contact. |
| 8.0.10532.166                     | 14 avril 2014    | Mise à jour intermédiaire requise pour le passage à Windows Phone 8.1 |

### Windows Phone 8.1 «Blue»

Logo Windows Phone 8.

En avril 2014, Microsoft annonce lors d'une conférence la disponibilité prochaine de Windows Phone 8.1. Cette mise à jour majeur apporte des nouvelles fonctionnalités à la fois pratiques pour s'aligner sur les autres OS mobile mais aussi technologiques avec notamment l'arrivée de Cortana, un assistant personnel intelligent.
Le programme Preview for developpers permet sur une simple inscription de bénéficier des mises à jour quelques mois avant le déploiement officiel.
Microsoft abandonne son système d'exploitation Windows Phone 8.1 le 11 juillet 2017. La période de prise en charge du système par Microsoft est terminée et le système est donc définitivement abandonné.
| Version du système d'exploitation | Date                             | Caractéristiques |
| --------------------------------- | -------------------------------- | --- |
| 8.10.12397.895 Blue               | 24 juin 2014                     | Nouvel écran d'accueil avec 2 ou 3 colonnes et une image en fond. Centre de notifications et gestion séparée du volume des sonneries et des applications. Support du double-SIM. Clavier Word Flow avec glisser du doigt sur le clavier. Assistant de donnée, Assistant de stockage et Assistant de Batterie. Recherche améliorée. Internet Explorer 11. Installation possible des applications sur la carte microSD. Les boutons « Retour », « Accueil » et « Recherche » peuvent être intégrés à l'écran. Améliorations du Store et de nombreuses autres applications : Music, Vidéo, Calendrier, Photo, Contacts, Téléphone et Messagerie. |
| 8.10.14219.341 Update 1           | 5 décembre 2014                  | Support des résolutions 540 × 960 et 1 280 × 800. Bluetooth avec codec aptX et contrôles AVRCP et partage de la connexion internet. Technologie VoLTE. Quick Charge 2.0 de Qualcomm pour les puces Snapdragon 800. Dossiers d'applications (Live folders) et nouveaux raccourcis dans le centre de notifications. Améliorations du rendu Internet Explorer. Mise à jour du téléphone à heure programmée et via les cartes SD. Cortana en Allemagne, Australie, Canada, Espagne, France, Inde, Italie. |
| 8.10.14226.359 8.10.14234.375     | 24 décembre 2014 24 février 2015 | Corrections des bugs touchant le tactile sur le Microsoft Lumia 535 |
| 8.10.15116.125 Update 2           | 2 mars 2015                      | Paramètres classés et avec fonction recherche. Nouveau paramètre : Autorisations d'application et renommer le téléphone. Protection contre la réinitialisation (uniquement sur les nouveaux téléphones). Support de la résolution 2 048 × 1 080. Support de clavier et souris Bluetooth. Lecture des vidéos MKV. |

### Windows 10 «Threshold»

Logo Windows 10 Mobile

En novembre 2015, Windows Phone devrait disparaître de sa forme actuelle pour laisser place à Windows 10 en version mobile. Cette version destinée aux appareils dont l'écran fait moins de 8 pouces unifiera Windows RT et Windows Phone. Seules les interfaces dénommées 'SKU' resteront quelque peu différentes. Cette version devrait supporter la connexion des périphériques tels qu'un clavier ou un disque dur externe.
Certains modèles sous Windows Phone 8 peuvent alors migrer vers Windows Phone 10.
En 2017, alors que tout le monde pense et rapporte que Windows Phone 10 est mort et abandonné par Microsoft, celui-ci continue en fait de bien évoluer. L'appareil photo se dote du panorama, Maps dispose d'une planification d'itinéraires avec étapes, l'application Facebook a été complètement revue et son interface a fortement évolué, pour citer quelques exemples.
Le modèle fleuron chez Microsoft est le Lumia 950XL. Chez HP, le Elite X3 est alors le smartphone avec les caractéristiques les plus puissantes du marché.

## Fonctionnalités et applications intégrées

### Interface utilisateur (ex-Metro)

Logo de l'interface Metro

Windows Phone possède une interface dénommée « Modern UI » (code projet « Metro »), qui reprend celle du Zune HD. L'interface est minimaliste, et met en avant la typographie et l'iconographie.
Deux couleurs (clair/blanc et foncé/noir) sont utilisées de manière inversée pour le texte et le fond d'écran. À cela s'ajoute une couleur d'accentuation, pour le texte en surbrillance, les vignettes de l'écran d'accueil, etc.. La police est la Segoe WP, variante de la Segoe UI utilisée depuis Windows Vista.
Le système a été optimisé pour les écrans tactiles capacitifs multipoints. La rotation automatique de l'écran n'est possible que dans les applications qui la supportent. Elle peut être verrouillée au besoin, dans le mode paysage ou portrait.
Microsoft a défini trois boutons obligatoires en dessous de l'écran :
- Précédent : pour revenir à l'écran précédent (jusqu'à l'écran d'accueil) ou pour afficher le Multitâche visuel après un appui long.
- Démarrer : pour afficher l'écran d'accueil (l'application en cours passe en arrière-plan).
- Rechercher : pour ouvrir le moteur de recherche Bing (ou l'assistant vocal Cortana si la langue est compatible).

Depuis Windows 8.1, ces boutons physiques pourront être intégrés en bas de l'écran.
Dans Windows Phone, chaque fonctionnalité correspond à une application standard (une application Téléphone, une application Messagerie, une application Paramètres, les Hubs, ...) accessible par le biais de :
- la liste des applications[42], située à droite de l'écran d'accueil (en le faisant glisser à gauche).
- l'écran d'accueil, si celle-ci y est épinglée sous forme de tuile dynamiques.

Des applications de type Hub regroupent dans un espace des informations de plusieurs sources, connectées ou non. Il existe 7 Hubs : « Téléphone », « Contacts », « Paramètres », « Jeux », « Office Mobile », « Photo » et « Store ». 
Les Hubs : « Musique » et « Vidéo » présent dans Windows Phone 7 deviennent des applications à part entière et surtout universelles avec Windows Phone 8.1. Par exemple, le Hub Contacts regroupe les informations des contacts locaux du téléphone, ainsi que les contacts synchronisés des comptes Facebook, Twitter, Skype ou Outlook.

#### Écran d'accueil
L'écran d'accueil affiché au démarrage est constitué de vignettes dynamiques (aussi appelées « carreaux » ou « tuiles ») de différentes tailles, et organisées le long d'une grille de quatre ou six colonnes. Ces vignettes constituent des liens vers des fonctionnalités du téléphone, par exemple une application, un contact, un album, etc. Suivant sa taille, la vignette affiche un logo ou si elle est plus grande un logo ou des informations et un nom. Elle peut ainsi mettre à jour ses propres informations, soit à partir du téléphone, soit via Internet.
Le fond des tuiles est par défaut la couleur d'accentuation ou la couleur définie par l'application, mais avec Windows Phone 8.1, l'utilisateur peut définir une image qui sera visible à travers certaines tuiles qui sont alors transparentes.
L'écran est personnalisable : l'utilisateur peut ajouter, supprimer, déplacer ou modifier la taille des vignettes (trois tailles possibles). L'ajout d'une vignette se fait par la fonction « Épingler sur l'écran d'accueil » disponible dans le menu contextuel des différents objets pouvant être épinglés (application, musique, document, site web, ...). Il faudra cependant passer par une application spécifique pour les objets non proposés par Windows Phone. Exemple : pour épingler une photo il faudra télécharger une application tierce.
Avec l'Update 2 de Windows Phone 8.1, il est désormais possible d'épingler un paramètre, par exemple « mise à jour du téléphone ».

#### Multitâches
Le système est multitâches, mais ne permet d'afficher qu'une seule application à l'écran à la fois. L'utilisateur bascule entre chaque application au travers du « Multitâche visuel » qui affiche côte à côte chaque application ouverte en arrière-plan. Depuis la GDR3 de Windows Phone 8, il est possible de fermer une application directement depuis cet écran en appuyant sur une croix en haut à droite de chaque application, sans avoir besoin d'appuyer plusieurs fois sur la touche « Précédent ». De plus, avec la version 8.1, il est possible de fermer une application depuis le multitâche d'un simple glissement vers le bas.
Sous Windows Phone 7, le système gelait les autres applications laissées ouvertes, tandis que ce n'est pas le cas sous Windows Phone 8. Un téléchargement d'application par exemple, peut donc continuer en arrière-plan, mais cela peut aboutir à une surconsommation de la batterie. Ainsi, les applications peuvent lancer jusqu'à quinze tâches en arrière-plan (background task), notamment pour des synchronisations de contenus ou la mise à jour de la tuile associée sur l'écran d'accueil. Cependant, l'utilisateur peut bloquer le lancement des tâches d'arrière-plan, application par application (mais pas toutes), afin de limiter la consommation de bande passante ou de la batterie. Windows Phone limite l'exécution de ces tâches à une fréquence de 30 minutes, si la batterie n'est pas chargée à plus de 20 % et dans certaines autres conditions sans précisions.
Certaines applications standards fonctionnent en arrière-plan en permanence pour la synchronisation de contenu (SMS, e-mails, lecture de musique).

#### Recherche / Assistant Cortana

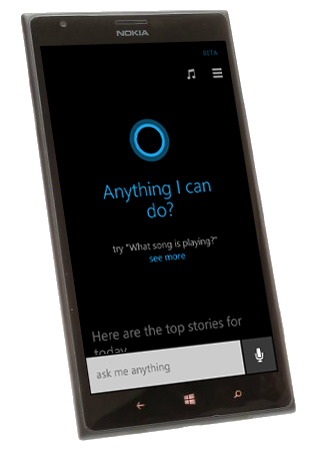
Cortana : Assistante personnelle intelligente de Microsoft

Le bouton « Recherche » permet de lancer l'application Bing, moteur de recherche internet. Un appui long lance la reconnaissance vocale pour dicter les mots clés à rechercher. Depuis 8.1, la recherche inclut également le fichier du téléphone (photos, contacts, musiques). De plus si la langue est compatible et si la localisation est activée, Cortana s'ouvre en premier lieu. Cortana essaie de répondre directement aux questions posées et utilisera le moteur de recherche Bing si elle ne trouve pas le réponse (Cortana est disponible dans les pays suivants : États-Unis, Royaume-Uni, Chine, ainsi que Allemagne, Australie, Canada, Espagne, France, Inde, Italie).
Le moteur Bing offre :
- une recherche classique par mots clés sur internet ou dans le contenu du téléphone.
- Bing Audio pour la reconnaissance de chansons comme le fait Shazam.
- Bing Vision pour la recherche à partir d'une photo prise avec l'appareil (reconnaissance des codes QR[45], des codes barres, des pochettes de disques…) comme le fait Google Goggles.
- Bing Voix reconnaissance vocale (Appelle Pierre Dupont), guidage vocal dans le module Bing Maps[46], lecture et écriture de SMS.

#### Clavier virtuel, dit «Word Flow»
Windows Phone impose aux utilisateurs et aux développeurs un clavier virtuel non personnalisable (il ne peut pas être modifié ou remplacé par un autre clavier développé par une tierce personne comme sur Android).
Ce clavier offre les fonctionnalités suivantes :
- Les touches sont disposées sur 4 lignes, et plusieurs touches de bascules permettent d'accéder à différents claviers : 
  - une touche de bascule pour passer le clavier alphabétique de lettres majuscules aux lettres minuscules. La bascule est soit temporaire (retour aux lettres minuscules après la frappe d'une lettre majuscule), soit permanente si la touche a été appuyée plus longuement. Le clavier est par défaut en minuscules, sauf en début de ligne ou après un point pour faciliter la frappe de la première lettre en majuscule.
  - une touche de bascule « [&123]/[abcd] » pour choisir le clavier alphabétique ou le clavier des chiffres et caractères spéciaux. La bascule peut être temporaire en faisant glisser le doigt de la touche de bascule vers le caractère choisi dans l'autre clavier.
  - une touche de bascule de langue (si plusieurs langues ont été installées). Le symbole de devise dans le clavier numérique s'adapte au pays visé (€ pour la France, $ pour les États-Unis, etc.), et le clavier alphabétique modifie les caractères disponibles et leur disposition selon les usages de la langue[48]. Le clavier anglais est celui qui dispose du maximum de caractères accentués ou internationaux pour l'alphabet latin.
  - une touche de bascule (avec un smiley) pour passer aux claviers de symboles (8 sous-claviers à disposition).
- Les caractères non affichés sont disponibles après un appui long sur la touche qui lui est associée[49] (exemple, la touche 'e' affiche les lettres ë, é, ê, è). Mais cette fonction n'est pas compatible avec la bascule temporaire.
- Des raccourcis de saisie sont proposés grâce au clavier prédictif[50] :
  - Deux espaces à la suite se transforment en un point et un espace.
  - Une zone située au-dessus du clavier permet d'afficher des suggestions pour faciliter les corrections ou accélérer la frappe (pas besoin d'ajouter les signes pendant la frappe, le mot avec les accents, l'apostrophe ou le trait d'union sera proposé). Soit l'utilisateur sélectionne une des suggestions, soit le système remplace directement le mot frappé s'il a été détecté en correction automatique (en gras dans la liste). Ces suggestions sont proposées grâce au dictionnaire intégré de 600 000 mots et phrases qui permettent d'après Microsoft, un taux de réussite de 94 % avant apprentissage, grâce à des données statistiques de fréquence d'utilisation des mots en fonction du contexte[51]. Ce système s'adapte par apprentissage des saisies de l'utilisateur et peut être complétés par des nouveaux mots validés par l'utilisateur.
- Hitbox permissives : La zone de contact des touches est variable (elle peut être plus ou moins grande que la zone délimitée par le rectangle de la touche) et s'adapte constamment en cours de saisie[51].
- Le clavier s'adapte au mode portrait ou paysage. La taille du clavier accompagné de la zone de suggestions reste cependant importante, environ 50 % de l'écran, sans laisser le choix à l'utilisateur de diminuer la taille des touches.
- Lors de la mise à jour 8.1, le clavier a intégré une fonction « Shape » (similaire à Swype) permettant d'écrire un mot sans lever le doigt de l'écran.
- Il est possible depuis les paramètres du clavier d'ajouter la touche « , » (virgule) au clavier.
- En avril 2016 Microsoft propose son clavier sur iOS pour les pays anglophones en version bêta  [52].

Critiques du clavier
Le clavier virtuel fourni par Microsoft ne peut être ni personnalisé (le seul paramétrage proposé concerne la langue ou les suggestions), ni remplacé par un clavier alternatif comme sur Android.
Certains caractères sont absents (par exemple le symbole '§', quelle que soit la langue).
Seul le clavier des symboles propose un sous-clavier des symboles récemment utilisés. Les caractères spéciaux accessibles par le clavier numérique (point-virgule, apostrophe, trait d'union) restent donc handicapants lors d'une saisie rapide comme une prise de notes en conférence.
Concernant les suggestions, Microsoft annonce un taux de réussite de 94 % avant apprentissage, mais il semble que ce taux ne s'applique qu'aux claviers anglophones. Par exemple, le taux de réussite diminue sur les claviers francophones à cause de l'absence d'un accès direct aux signes spécifiques du français : apostrophe et trait d'union. Certaines suggestions sont capables de proposer des mots contenant ces deux signes, mais beaucoup de mots fréquemment élidés comme D', J', L', M', N' ne sont pas proposés sans apprentissage. Si les suggestions peuvent permettre de se passer de la frappe de l'apostrophe (si on frappe « Lautre », les suggestions proposent « L'autre »), cela ne fonctionne pas sur tous les mots (si on frappe « Lheure », les suggestions proposent « heure »), ce qui oblige l'utilisateur à insérer l'apostrophe manuellement. De plus, l'apostrophe est considérée comme faisant partie d'un mot : la frappe de « n'etait » indique un mot incorrect pour l'ensemble « n'etait », et le clavier ne propose pas la suggestion « n'était » (ou « était » si les deux mots étaient bien compris séparément). Les abréviations utilisant des signes (« A+ » par exemple) ne peuvent pas être mémorisées dans la liste des suggestions car ils ne sont pas compris comme un seul mot (le signe est ignoré).
Contrairement aux suggestions proposés sur les anciens systèmes supportant le mode de saisie T9, les suggestions proposées le sont dans un ordre de fréquence d'apparition dans les textes, ce qui n'est pas l'ordre alphabétique des mots, aboutissant même à proposer des mots plus longs que le mot réellement frappé. L'utilisateur a alors le choix entre finir son mot, ou insérer et corriger la suggestion, sans gagner de temps.
Les suggestions peuvent être complétées par des mots ajoutés par l'utilisateur. Cependant, une fois ajoutée, une erreur ne pourra pas être corrigée. Microsoft ne permet que d'effacer la totalité de la liste et de recommencer à zéro. De plus, d'après l'expérience des utilisateurs, le clavier ne permet pas d'ajouter un mot jugé incorrect (cf. suggestion du site Windows Phone « Save swear-words if I chose to use them!!! »). Exemple : le mot « crétin » ne peut pas être ajouté, alors que le mot « crétinerie » le peut.
La modification d'une phrase par ajout de mots en début de ligne aboutit à avoir un mot avec une majuscule en milieu de phrase. Le clavier est incapable de détecter qu'un mot avec une majuscule n'est plus le premier de la phrase et ne propose pas de correction rapide avec les suggestions pour passer le mot en minuscules. L'utilisateur est obligé de positionner le curseur à l'intérieur du mot pour supprimer la majuscule et la resaisir en minuscule. Sans touche de déplacement, cette manœuvre prend du temps. Même chose pour le cas inverse d'un mot au milieu d'une phrase qui se retrouve en premier après suppression du début de la phrase. Le clavier ne propose pas de passer la première lettre en majuscule.
Le clavier ne propose pas de touches de déplacement pour les zones de texte ou de liste ce qui peut se révéler très inconfortable en situation de handicap car le système exige une bonne dextérité et de la patience :
- Le défilement du texte ou d'une liste se fait par glissade du doigt. Dans le cas d'un document long, le nombre de glissades nécessaires est décourageant car Windows Phone ne propose aucune fonction de déplacement par page ou par ascenseur. Seules les listes peuvent être associées à un accès direct par la première lettre des items (si cela est prévu).
- Dans une zone de texte, le déplacement du curseur se fait par pointage du doigt dans la zone affichée. Windows Phone effectue alors soit un positionnement en début/fin de mot, soit la sélection du mot pointé. Un appui plus long  positionne le curseur juste sous le doigt, ce qui permet de le positionner à l'intérieur des mots ou des blancs.

Il est impossible d'annuler tout ou partie d'une saisie (fonction souvent connue sous le raccourci CTRL+Z) en cours d'édition contrairement à l'iPhone d'Apple. Toute modification involontaire à partir du smartphone est donc définitive (sauf si l'application demande une confirmation avant la sauvegarde) et se propage à toutes les emplacements de stockage par la synchronisation des documents.

### Hub Contacts, téléphonie et messagerie
Le Hub Contacts affiche le répertoire des contacts, mais aussi un résumé de l'actualité « quoi de neuf » publiée par ceux-ci. Ces contacts peuvent être regroupés dans un Groupe (à utiliser dans la liste des destinataires par exemple), et la fonction Salons permet de définir des espaces où inviter d'autres utilisateurs à partager en permanence une conversation, un calendrier, des photos/vidéos, des notes (OneNote).
Dès qu'un contact possède un numéro de téléphone, une adresse e-mail, sa fiche permet d'accéder aux applications dédiées pour lancer un appel téléphonique, envoyer un SMS ou un e-mail, commencer une conversion en messagerie instantanée.
Les applications de communication sont aussi en accès direct par la liste des applications :
- l'application Téléphone qui affiche l'historique des appels (aucun tri ou filtre n'est proposé, uniquement une fonction de recherche) et permet d'appeler la messagerie vocale, d'accéder au clavier de numérotation ou aux Contacts pour choisir son correspondant ;
- l'application Messages qui affiche l'historique des conversations (aucun tri ou filtre n'est proposé, mais contient une fonction de recherche), la liste des personnes en ligne sur les messageries instantanées connectées, et qui permet de lancer une nouvelle conversation. L'application traite les SMS et les messageries instantanées de la même façon ;
- l'application Outlook qui affiche la liste des messages (plusieurs filtres possibles, et fonction de recherche mais pas sur le contenu), synchronise la liste des messages, permet d'organiser les messages dans des dossiers. L'application peut gérer plusieurs comptes e-mail dans la même boîte aux lettres.

Critiques
Les suggestions sur le site de Microsoft Windows Phone, et les différentes mises à jour montrent que :
- Jusqu'à la prochaine version 8.1, le volume de la sonnerie (et des autres événements) est commun avec le volume d'écoute pour la musique ou les vidéos. Seul le volume de la conversation téléphonique est séparé.
- La sonnerie dédiée au contact n'a été ajoutée que dans la GDR3.
- Le réglage de l'intensité du vibreur n'est pas proposé.
- La gestion de profil pour définir un contexte (bureau, extérieur, intérieur, nuit) avec des sonneries et volumes spécifiques n'est pas proposée.
- La photo n'est pas amovible sur le contact : actuellement, on peut ajouter ou remplacer une photo d'un contact, mais pas la supprimer.

### Hub Paramètres
L'application Paramètres donne accès à deux onglets. L'onglet applications liste les applications qui permettent un accès direct à leur écran de paramétrage. Et l'onglet système liste les paramètres des fonctionnalités du téléphone :
- écran d'accueil+thème
- sonneries+sons
- e-mail+comptes
- écran de verrouillage
- notifications+actions (depuis 8.1)
- Wi-Fi
- Mode avion
- Bluetooth
- cellulaire+SIM
- NFC (pour mobile compatible - exemple : « toucher+envoyer », depuis 8.1)
- partage internet
- VPN (depuis 8.1)
- coin des applications (depuis 8.1)
- espace de travail (exemple : « applications de l'entreprise », depuis 8.1)
- monde des enfants
- économiseur de batterie
- assistant données
- assistant stockage (depuis 8.1)
- luminosité
- rotation écran
- projeter mon écran (depuis 8.1)
- localiser mon téléphone
- sauvegarde
- synchroniser les paramètres (depuis 8.1)
- mode Conduite
- localisation
- identifiant de publicité (depuis 8.1)
- date+heure
- clavier
- langue
- région
- retour d'expérience
- voix
- options d'ergonomie
- mise à jour du téléphone
- à propos de
- compte Nokia
- contrôle du stockage
- coup d'œil (pour mobile compatible)
- point d'accès
- tactile
- audio
- autres+infos
- filtrage d'appels+SMS
- notez-nous (exemple : « avis à transmettre à Nokia »)
- hub d'appareils (exemple : « accessoires »)
- réseau+
- affichage
- activation vocale (depuis 8.1)

Certains paramètres peuvent être épinglés dans le centre de notifications, ou sur l'écran principal (par l'intermédiaire d'une application tierce).
Critiques des paramètres
Contrairement à l'onglet applications, les paramètres du système ne sont pas listées par ordre alphabétique mais par un ordre fixe pour partie puis par date de mise à jour. Aucun regroupement par catégorie et aucune fonction de recherche ne sont proposés.
Windows Phone ne distingue pas les paramètres propres à son système et ceux dépendants de l'opérateur ou du constructeur. Ainsi la mise à jour automatique de l'heure est inopérante chez l'opérateur SFR,, et Windows Phone ne propose pas de choisir entre une mise à jour par l'opérateur ou par un serveur de temps sur internet.
Certains paramètres nécessitent un redémarrage du téléphone pour être pris en compte. Depuis 8.1, il est étrange de devoir ainsi redémarrer deux fois pour changer la langue et la région du téléphone parce que ces paramétrages ont été séparés.
La rotation de l'écran est automatique depuis les premiers smartphones WP7 et WP8 avec accéléromètre, mais la désactivation n'a été possible qu'à partir de la version WP8 GDR3 (fin 2013, alors que Google l'a mis à disposition fin 2012 sur Android). Il n'y a aucune possibilité de rotation manuelle forcée ou de rotation avec analyse des yeux pour éviter la rotation lors d'une utilisation en lecture couchée comme sur les Samsung Android. Sur les smartphones WP7, la fonction de blocage manuel de rotation de l'écran avait pourtant été imaginée, mais n'a jamais été déployée.

### Cartographie
Depuis Windows Phone 8.1, le système intègre le paramètre « Cartes ». Celui-ci permet le téléchargement de cartes sur le téléphone afin de pouvoir consulter les informations hors ligne. Elles sont alors à la disposition de toutes les applications de cartographie présente sur l'appareil. Une notifications avertit de la disponibilité des mises à jour. Les cartes peuvent être mises à jour ou supprimées par pays ou par région indépendamment les unes des autres. Les cartes utilisées proviennent de la société Navteq détenue par Nokia.

#### Bing Cartes
Microsoft propose depuis Windows Phone 7 l'application Bing Cartes (Bing Maps) pour la fonctionnalité de cartographie.
Depuis Windows Phone 8, Nokia a supprimé de ses téléphones le raccourci vers l'application Bing Cartes afin de favoriser son application de cartographie Here Maps. Mais avec Windows Phone 8.1, l'application refait son apparition sous le nom de « Cartes », cette application est semblable à celle de Windows 8.
En mode hors ligne, la fonction de recherche d'adresse ne fonctionne pas totalement. Microsoft utilise certains services de Nokia pour enrichir ses cartes (trafic, itinéraires...).

#### Nokia HERE
Depuis février 2013, tous les smartphones sous Windows Phone 8, quel que soit le fabricant, peuvent accueillir gratuitement l'ensemble des applications de cartographie Nokia disponibles sous la marque HERE.
HERE propose aux utilisateurs de corriger ses cartes directement sur son site web via la section Map Creator.

##### HERE Maps
Application de cartes numériques qui permet d'accéder aux cartes ou vues satellites stockées sur le téléphone ou en ligne. La recherche d'une adresse est effectuée dans le monde entier, et la carte est automatiquement positionnée sur le premier résultat, sans laisser la possibilité à l'utilisateur de restreindre le périmètre de recherche, de confirmer le déplacement de la carte hors du champ de visualisation en cours, ou de retourner à l'emplacement précédent.
Toute adresse recherchée est stockée dans la liste historique des adresses. Cette liste est proposée lors de la saisie et s'affine en fonction des éléments en cours d'écriture. La sélection d'une adresse dans la liste déclenche la recherche immédiate de l'adresse, sans possibilité de correction à la convenance de l'utilisateur. Si la recherche fournit au moins un résultat, il n'est pas possible de corriger l'adresse dans la zone de saisie (l'adresse a disparu), l'utilisateur est donc obligé de procéder à une saisie complète pour chaque nouvelle tentative.
En mode hors ligne, la fonction de recherche d'adresse est moins performante car le moteur de recherche est moins tolérant aux erreurs ou approximation d'adresse (« rue lafayette, paris » pour « rue La Fayette, Paris » n'est pas trouvé par exemple). De plus, quand une adresse approximative est trouvée en mode connecté (même exemple), le résultat ne sera pas mémorisé, et encore moins l'adresse complète telle que connue dans la base cartographique. Une fois en mode hors ligne, il ne sera pas possible de retrouver le résultat avec la même adresse approximative. Il faudra soit utiliser l'historique des lieux trouvés (Collections, Récents), soit avoir pensé à épingler le résultat ou le mettre en favori lorsqu'il a été trouvé la première fois.

##### HERE Drive
Application qui propose un navigateur GPS complet disponible en deux licences (version gratuite limitée au pays de la carte SIM, version non limitée payante ou distribuée sur les Lumia haut de gamme). L'application utilise les cartes stockées sur le téléphone ou en ligne.

##### HERE Transit
Application qui permet la recherche d'itinéraires et de stations de transport en commun.

##### HERE Explore Beta ou HERE City Lens
Application, de système de réalité augmentée par affichage des lieux référencés (points d'intérêts) à partir d'une photo prise en direct.

### Multimédia

#### Musique et Vidéo
Le Hub multimédia de Windows Phone ressemble beaucoup à l'interface du baladeur Zune et en reprend les concepts principaux. On peut écouter sa musique, la trier par artiste, genre, album, etc. On peut également regarder les vidéos de son appareil ainsi que ses podcasts.
Microsoft a lancé en France le Zune Pass en même temps que WP7. Il s'agit d'un abonnement mensuel qui permet d'écouter en streaming de la musique en illimité sur son téléphone Windows Phone.

#### Jeux
Windows Phone se connecte au compte Xbox Live du joueur pour lui apporter les dernières informations sur ses amis Xbox Live et ses succès. Le Hub jeux permet également de regrouper tous les jeux du téléphone. Un petit nombre de jeux Xbox Live est également disponible sur Windows Phone depuis sa sortie, tels que Hexic HD, The Harvest ou encore Les Sims 3. Le Windows Phone sera, en outre, la seule console de jeu portable proposée par la marque. Windows ne commercialisera donc pas de concurrent direct à la 3DS de Nintendo et à la PlayStation Vita de Sony.

### Windows Phone Store
Le Store de Windows Phone, est utilisé pour télécharger de la musique, du contenu vidéo, podcasts et applications tierces. Le marché est accessible depuis le site web dédié ou directement d'un smartphone sous Windows Phone 7 ou 8. En avril 2011, le Store (à l'époque Marketplace) comprenait 14 000 applications et jeux et en juillet 2011 cela a doublé. En décembre 2013, le store comportait déjà plus de 200 000 applications. En juillet 2014 le store contenait 270 000 applications.
Conscient du manque de certaines applications dans son Store, Microsoft paye ses développeurs jusqu'à 100 000 dollars pour porter leurs applications sur Windows Phone et ainsi étoffer son store avec des titres connus et beaucoup utilisés.
Xbox Music (anciennement Zune Marketplace) propose plus de dix millions de chansons dans une qualité allant jusqu'à 320 kbit/s au format MP3 libre de DRM de quatre groupes de musique (EMI, Warner Music Group, Sony BMG et Universal Music Group), ainsi que d'autres labels plus petits.  Il propose aussi des films de Paramount Pictures, Universal, Warner Brothers et provenant d'autres studios. Il est aussi possible de télécharger des épisodes d'émissions de télévision provenant de réseaux de télévision populaires.
Le passage obligé pour installer des applications sur son téléphone sous Windows Phone est le Windows Phone Store. Pour cela, les applications doivent être préalablement approuvées par Microsoft. Les développeurs Windows Phone et Xbox Live enregistrés peuvent soumettre et gérer leurs demandes de soumissions sur le site de l'App Hub.
L'application Store sur le smartphone contrôle régulièrement la disponibilité de mises à jour des applications installées, afin de demander à l'utilisateur la permission de les mettre à jour. Depuis la mise à jour 8.1 une fonction permet de lancer une recherche des mises à jour sur demande de l'utilisateur. D'autres utilisateurs utilisent une application dédiée SysApp Pusher. Enfin, la consultation de la fiche de l'application sur le Store permet de télécharger une mise à jour si disponible. Mais étrangement, il est impossible d'aller directement sur la fiche de l'application à partir de l'application sur le smartphone, tout comme il est impossible de lancer manuellement le contrôle de disponibilité des mises à jour pour toutes les applications installées.
Le Windows Phone Store a fermé dans le courant du mois de novembre de 2015 à la suite du lancement de Windows 10 Mobile et de la fusion de celui-ci avec le Windows Store.

### Navigateur internet (Internet Explorer Mobile)

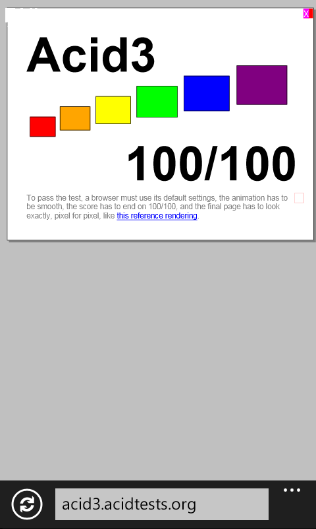
Résultat du test Acid3 après la mise à jour fin 2011.

La première version du système était livrée avec un navigateur entre IE7 et IE8 (score 12/100 à Acid3). Microsoft avait l'intention de mettre régulièrement le navigateur à jour indépendamment des mises à jour du système d'exploitation. L'expérience montre que chaque évolution a été fournie avec une mise à jour du système. Internet Explorer mobile reste une application du système qui ne peut être installée (et donc mise à jour) séparément.
La mise à jour Windows Phone 7.5 Mango de septembre 2011 apporte IE9 (score de 100/100 à l'Acid3 et support de l'accélération matérielle). Windows Phone 8 offre la version mobile d'Internet Explorer 10, qui est remplacée par la version mobile d'Internet Explorer 11 depuis Windows Phone 8.1.
Le navigateur offre une interface simple avec :
- l'accès à la page précédente ou suivante par un glisser du doigt sur l'écran ;
- le zoom par un ciseau des doigts sur l'écran ;
- la recherche au sein de la page web en cours ;
- la sauvegarde des images des pages web (IE10) ou des fichiers (IE11) ;
- la sauvegarde des mots de passe ;
- le mode lecture (read mode) qui supprime toutes les images et la mise en page pour faciliter la lecture des articles longs ;
- la gestion des favoris ;
- la possibilité d'épingler sur l'écran d'accueil n'importe quelle adresse url (IE10) et avec une tuile dynamique depuis IE11 ;
- la synchronisation (favoris, mots de passe, historique, onglets) avec les navigateurs des matériels associés (tablette, PC) ;
- le partage d'une page web par e-mail ;
- des onglets (sans limite de nombre depuis IE11) ;
- des onglets InPrivate, qui effacent automatiquement les données chargées après la fermeture de l'onglet ;
- un filtre SmartScreen pour éviter le fishing, et la possibilité d'activer une demande DoNotTrack pour ne pas voir son activité analysée et répertoriée.

La confidentialité est facilitée grâce aux onglets InPrivate, mais d'autre part, on constate que l'effacement de l'historique de navigation n'efface pas les url et preview des pages précédentes et suivantes d'un onglet, il faut penser à fermer l'onglet pour ne plus avoir accès à son historique.
Adobe avait annoncé qu'une version de son interpréteur Flash 10.1 était en préparation pour être intégré dans Internet Explorer dans le courant 2011,. Mais le projet a été abandonné et l'utilisateur ne peut qu'afficher les vidéos Flash des sites qui proposent une application mobile à installer.

### Microsoft Office Mobile
Le hub Microsoft Office regroupe des versions adaptées de : Word, Excel, PowerPoint, OneNote et de SharePoint. Cette suite Office Mobile est compatible avec la version pour ordinateurs de bureau, Microsoft Office, mais offre moins de fonctionnalités. Par exemple :
- Tous les fichiers peuvent être visualisés grâce au Hub, mais seuls les fichiers enregistrés dans une version Open XML ou Texte peuvent être modifiés[88].
- Création de fichiers : 
  - Seuls des nouveaux documents Word ou Excel peuvent être créés sur le téléphone.
  - Pour OneNote, il faut utiliser l'application sur le web ou sur un PC pour créer un nouveau bloc-notes. La synchronisation permet ensuite d'accéder au nouveau bloc-notes depuis le smartphone.
  - PowerPoint est dans la même situation que OneNote.
- Le formatage du texte est limité aux choix suivants : 
  - sous Word Mobile : Gras, Italique, Souligné, Barré, Augmenter/Réduire la taille de la police, Surlignage (3 couleurs proposées), Couleur de police (3 couleurs proposées). Aucun choix de police ou de formatage de paragraphe (hormis le retrait et les puces) ou de tableau n'est proposé[89].
  - sous Excel Mobile : Gras, Italique, Souligné, Format date, Format pourcentage, Format devise (sans possibilité de choisir le symbole), Couleur de remplissage (3 couleurs proposées), Couleur de police (3 couleurs proposées). Aucun choix de police[90].
- L'ajout ou la suppression d'une image existante n'est pas possible dans un document Word ou Excel, alors qu'elle est possible dans OneNote[91].
- La fonction d'annulation n'est pas disponible, même sur la toute dernière modification. Word Mobile demande cependant s'il faut enregistrer le document avant de le fermer. Au contraire, OneNote enregistre et synchronise systématiquement toute modification sans laisser le choix.
- La navigation dans les documents peut-être effectuée par défilement avec le doigt, ou par la fonction recherche de texte. Aucune possibilité de naviguer grâce à l'ascenseur n'est proposée. Word Mobile propose en plus, l'affichage du plan (avec présence d'un lien vers le début du document, mais pas de lien vers la fin) pour se déplacer rapidement. On notera que l'affichage dans Word étant forcé en mode « normal », aucune possibilité d'atteindre un numéro de page n'est possible.

Microsoft lors de la conception du système d'exploitation a décidé de ne pas intégrer une application de notes indépendante, mais a choisi au contraire d'intégrer l'application OneNote dans le hub « Microsoft Office ».

### Synchronisation des contenus
Avec Windows Phone 7, il n'est pas possible d'effectuer des opérations depuis son ordinateur sans un logiciel. La synchronisation des données avec un ordinateur passe par le logiciel Zune Software développé par Microsoft pour les PC sous Windows ou bien par le logiciel Windows Phone Connector pour les ordinateurs Apple et sans solution logicielle pour les ordinateurs tournant sous Linux. Ce logiciel reprend le concept introduit par Apple avec iTunes. Il permet de synchroniser les musiques, vidéos, podcast et applications sur son téléphone. De plus la synchronisation des courriels et de l'agenda se passe directement avec le service en ligne (par exemple Gmail ou Hotmail), mais il n'est plus possible de synchroniser directement avec Microsoft Outlook comme avec Windows Mobile.
Depuis Windows Phone 8, les utilisateurs peuvent en plus utiliser le téléphone comme une mémoire de masse à partir de leur PC via un câble. Un pilote spécifique (disponible pour XP, Vista, Seven, 8) permet d'utiliser l'explorateur de Windows pour gérer les fichiers présents dans les hubs.
Quelques limitations peuvent surprendre les utilisateurs :
- Les fichiers musicaux, une fois copiés sur le téléphone, et indexés, sont verrouillés et ne peuvent être effacés qu'à partir du téléphone.
- Tous les fichiers ne pouvant être lus par l'OS sont signalés à l'utilisateur lors de la copie. L'utilisateur a le choix de confirmer ou d'annuler la copie.
- Les fichiers du hub documents ne peuvent être organisés dans des dossiers, alors que les fichiers du hub photos le peuvent.
- La suppression ou le déplacement des fichiers n'est parfois pas pris en compte par l'OS. Les fichiers affichés dans l'interface du téléphone peuvent être organisés différemment, voire absents, sur la mémoire (fréquent sur les photos quand on les déplace vers différents dossiers).

### Connexions vers les plateformes externes
Windows Phone se caractérise par une capacité à se connecter vers de nombreuses plateformes externes comme OneDrive, les messageries (Outlook, Yahoo!, etc.), Facebook et d'autres.
Les applications natives permettent ainsi :
- de partager de l'information ou de converser avec d'autres utilisateurs (Facebook) ;
- de sauvegarder des informations sur un compte internet (exemple : les favoris Nokia Here Maps) ;
- de synchroniser des informations entre plusieurs plateformes comme le service de stockage de Microsoft (apparu en 2011 sous le nom Windows Live SkyDrive, et renommé Microsoft OneDrive en janvier 2014[93]).

Face à cela, les utilisateurs sont confrontés à des limitations sur le téléphone même :
- Impossibilité d'organiser les documents dans des dossiers sur la mémoire du téléphone, alors que la plateforme externe connectée le permet (Drive de Microsoft ou messagerie Yahoo par exemple).
- Impossibilité d'organiser les photos en albums dans la mémoire du téléphone, alors que le téléphone gère correctement les albums définis sur le Drive Microsoft ou sur Facebook par exemple.
- Impossibilité de copier les contacts vers la carte SIM alors que l'importation est prévue. Les contacts ne peuvent donc être sauvegardés que sur le compte Outlook, ce qui rend problématique le changement de téléphone vers un système non Windows Phone ou la cohabitation autour de la même carte SIM de plusieurs téléphones avec des systèmes différents.

## Appareils
Lors du lancement du 21 octobre 2010, seuls HTC, Samsung, LG proposèrent des téléphones mobiles sous ce système d'exploitation. HTC a présenté une gamme non disponible sur l'ensemble des territoires comprenant cinq smartphones (HTC HD7, HTC 7 Mozart, HTC 7 Trophy, HTC 7 Surround et HTC 7 Pro) tandis que LG et Samsung ont chacun présenté deux modèles : les LG Optimus 7 et LG Quantum pour le premier et les Samsung Omnia 7 et Samsung Focus pour le second. Dell à quant à lui lancé son modèle Dell Venue Pro lors du lancement américain de Windows Phone. Seuls 6 téléphones sont sortis en Europe: HTC Mozart, Trophy, LG Optimus 7, HTC hd7 et Samsung Omnia 7.
Asus aurait un mobile sous WP7 en préparation. Sony Ericsson a annoncé qu'un téléphone sous Windows Phone pourrait arriver prochainement avant de se retirer en disant qu'un prototype avait bien été réalisé mais n'avait pas abouti, Sony Ericsson préférant s'appuyer sur Android avec sa gamme XPERIA.
Acer, Fujitsu et ZTE s'ajouteront aux constructeurs déjà présent lors de la sortie de Mango. On ne connait pas encore les modèles que ces constructeurs sortiront.
Plusieurs fabricants ne veulent pas utiliser ce système d'exploitation : Motorola ne produit plus que des smartphones sous Android, HP après le rachat de Palm se recentre sur webOS. Lenovo et Huawei n'ont pour leur part pas encore indiqué s'ils allaient continuer exclusivement sur Android ou s'ils prenaient en considération Windows Phone. L'un des premiers constructeurs à avoir soutenu WP, LG, a décidé à la suite des très mauvaises ventes de téléphones sous ce système d'exploitation, de se recentrer sur les terminaux sous Android.
En avril 2015, malgré le maintien de quelques autres fabricants, la gamme Microsoft Lumia réalise 96,5 % des ventes de Windows Phone.

### Téléphones présentés au lancement
|                 | Dell Inc.                                                             | HTC                                                                   | HTC                                                                   | HTC                                                                   | HTC                                                                   | HTC                                                                   | LG                                                                    | Samsung                                                               |
| Venue Pro       | 7 Mozart                                                              | 7 Pro                                                                 | 7 Surround                                                            | 7 Trophy                                                              | HD7                                                                   | Optimus 7                                                             | Omnia 7                                                               |                                                                       |
| --------------- | --------------------------------------------------------------------- | --------------------------------------------------------------------- | --------------------------------------------------------------------- | --------------------------------------------------------------------- | --------------------------------------------------------------------- | --------------------------------------------------------------------- | --------------------------------------------------------------------- | --------------------------------------------------------------------- |
| Date de sortie  | 8 novembre 2010                                                       | 21 octobre 2010                                                       | 21 octobre 2010                                                       | 21 octobre 2010                                                       | 21 octobre 2010                                                       | 21 octobre 2010                                                       | 21 octobre 2010                                                       | 21 octobre 2010                                                       |
| Processeur      | 1 GHz Qualcomm QSD8250 avec un processeur graphique ATI Adreno 200    | 1 GHz Qualcomm QSD8250 avec un processeur graphique ATI Adreno 200    | 1 GHz Qualcomm QSD8250 avec un processeur graphique ATI Adreno 200    | 1 GHz Qualcomm QSD8250 avec un processeur graphique ATI Adreno 200    | 1 GHz Qualcomm QSD8250 avec un processeur graphique ATI Adreno 200    | 1 GHz Qualcomm QSD8250 avec un processeur graphique ATI Adreno 200    | 1 GHz QSD8650                                                         | 1 GHz QSD8250                                                         |
| Mémoire vive    | 512 MB de RAM 512 MB de ROM                                           | 576 MB de RAM 512 MB de ROM                                           | 448 MB de RAM 512 MB de ROM                                           | 448 MB de RAM 512 MB de ROM                                           | 576 MB de RAM 512 MB de ROM                                           | 576 MB de RAM 512 MB de ROM                                           | 512 MB de RAM 512 MB de ROM                                           | 512 MB de RAM 1 024 MB de ROM                                         |
| Capacité        | 8⁄16 Go                                                               | 8⁄16 Go                                                               | 8⁄16 Go                                                               | 16 Go                                                                 | 8 Go                                                                  | 8⁄16 Go                                                               | 16 Go                                                                 | 8⁄16 Go                                                               |
| Écran           | 800 × 480 pixels – 4,1 pouces (AMOLED)                                | 800 × 480 pixels – 3,7 pouces (S-LCD)                                 | 800 × 480 pixels – 3,6 pouces (S-LCD)                                 | 800 × 480 pixels – 3,8 pouces (S-LCD)                                 | 800 × 480 pixels – 3,8 pouces (S-LCD)                                 | 800 × 480 pixels – 4,3 pouces (LCD)                                   | 800 × 480 pixels – 3,8 pouces (TFT)                                   | 800 × 480 pixels – 4 pouces (AMOLED)                                  |
| Appareil photo  | 5 mégapixels avec flash LED et mode vidéo 720p                        | 8 mégapixels avec flash Xénon et mode vidéo 720p                      | 5 mégapixels avec flash LED et mode vidéo 720p                        | 5 mégapixels avec flash LED et mode vidéo 720p                        | 5 mégapixels avec flash LED et mode vidéo 720p                        | 5 mégapixels avec flash dual-LED et mode vidéo 720p                   | 5 mégapixels avec flash LED et mode vidéo 720p                        | 5 mégapixels avec flash LED et mode vidéo 720p                        |
| Connectivité    | GPRS, EDGE, HSDPA, HSUPA, Wi-Fi b/g/n, Bluetooth v2.1, GPS, Micro-USB | GPRS, EDGE, HSDPA, HSUPA, Wi-Fi b/g/n, Bluetooth v2.1, GPS, Micro-USB | GPRS, EDGE, HSDPA, HSUPA, Wi-Fi b/g/n, Bluetooth v2.1, GPS, Micro-USB | GPRS, EDGE, HSDPA, HSUPA, Wi-Fi b/g/n, Bluetooth v2.1, GPS, Micro-USB | GPRS, EDGE, HSDPA, HSUPA, Wi-Fi b/g/n, Bluetooth v2.1, GPS, Micro-USB | GPRS, EDGE, HSDPA, HSUPA, Wi-Fi b/g/n, Bluetooth v2.1, GPS, Micro-USB | GPRS, EDGE, HSDPA, HSUPA, Wi-Fi b/g/n, Bluetooth v2.1, GPS, Micro-USB | GPRS, EDGE, HSDPA, HSUPA, Wi-Fi b/g/n, Bluetooth v2.1, GPS, Micro-USB |
| Spécificité     | - Clavier physique coulissant                                         | - Dolby Mobile - HTC Hub                                              | - Clavier physique coulissant - Dolby Mobile - HTC Hub                | - Haut-parleur physique coulissant - Dolby Mobile - HTC Hub           | - Dolby Mobile - HTC Hub                                              | - Dolby Mobile - HTC Hub - Pied inclinable                            | Compatibilité DLNA                                                    | - Stabilisateur d'image                                               |
| Autonomie       | 7 h en appel                                                          | 435 h en veille 6 h 40 en appel                                       | 420 h en veille 7 h en appel                                          | 255 h en veille 4 h 10 en appel                                       | 435 h en veille 6 h 40 en appel                                       | 320 h en veille 6 h 20 en appel                                       | 333 h en veille 6 h 40 en appel                                       | 390 h en veille 6 h 10 en appel                                       |
| Taille et poids | 122 × 63,5 × 15,2 mm 192,8 g                                          | 119 × 60,2 × 11,9 mm 130 g                                            | 117,5 × 59 × 15,5 mm 185 g                                            | 119,7 × 61,5 × 13 mm 165 g                                            | 118,5 × 61,5 × 12 mm 140 g                                            | 122 × 68 × 11,2 mm 162 g                                              | 125 × 59,8 × 11,5 mm 157 g                                            | 122,4 × 64,2 × 11 mm 138,2 g                                          |

### Configuration minimale
Microsoft a annoncé qu'il imposerait aux constructeurs une configuration minimale « dure, mais juste ». Tous les smartphones sous Windows Phone seront obligés d'avoir au minimum,:
| Écran                | Capacitif multitouch 4 points de 800 × 480 pixels (WVGA)                                                                        |
| Processeur           | ARM v7 Cortex/Scorpion - Snapdragon Séries QSD8x50, MSM7x30 et MSM8x55                                                          |
| Processeur graphique | GPU avec accélération DirectX 9                                                                                                 |
| Mémoire              | Au moins 256 Mo de RAM et 8 Go de stockage interne                                                                              |
| Appareil photo       | 5 mégapixels avec un système de flash LED/Xénon                                                                                 |
| Apparence            | Cinq touches dédiées (Démarrer, Retour, Chercher, Photo et Allumer/Éteindre)                                                    |
| Autres               | Un accéléromètre avec boussole, un capteur de luminosité, un capteur de proximité, l'Assisted GPS, une radio FM et un gyroscope |

Au salon MIX de 2011, Microsoft a annoncé que d'autres bases matérielles sont désormais compatibles avec la plateforme. À la place d'utiliser uniquement les Qualcomm Snapdragon QSD8x50, les constructeurs peuvent désormais utiliser les nouveaux Qualcomm MSM7x30 ou MSM8x55 cadencés à 800 MHz mais couplés à un processeur graphique plus puissant, l'ATI Adreno 205,.

## Développement d'applications
Le développement d'applications sur WP7 se fait à partir de Silverlight pour les applications et XNA pour les jeux (tous deux bâtis sur le .NET Compact Framework),. Les principaux outils utilisés pour le développement sont Visual Studio 2010 et Expression Blend. De plus amples explications avaient été attendues lors de la conférence MIX10 du 15 mars 2010. Une version Express (donc gratuite) de Visual Studio 2010, nommée Visual Studio 2010 Express for Windows Phone est disponible en anglais. Le SDK pour Windows Phone OS 7.1 (aussi connu sous le nom de code Mango, ou le nom commercial Windows Phone.5) est disponible en français.
Le passage préférentiel pour installer des applications sur son téléphone WP7 est le Windows Phone Marketplace. Pour y apparaître, les applications doivent être préalablement approuvées par Microsoft. Au 31 mars 2011, Microsoft comptabilise plus de 11 500 applications sur son Marketplace.

## Communication et ventes
Microsoft, dans l'objectif de revenir sur ses concurrents qui pour certains ont déjà pris plus de deux ans d'avance, a décidé d'investir plus de 500 millions de dollars pour les campagnes publicitaires de Windows Phone. Lors de son premier jour de commercialisation aux États-Unis, et malgré une publicité intensive, les téléphones tournant sous Windows Phone ne se seraient vendus qu'à 40 000 unités soit environ deux fois moins que les téléphones sous Android ou l'iPhone.
LG s'est plaint des ventes décevantes, qui s'élèveraient à seulement 674 000 pour deux millions d'unités livrées en boutique.
Ces craintes ont été confirmées trois mois après par le PD-G de Microsoft en reconnaissant que l'adoption de ce système d'exploitation était plus lent que prévu.

## Critiques

### Boîte à suggestions
En septembre 2011, pour canaliser les idées d'amélioration des utilisateurs à un seul endroit, Microsoft met en ligne une boîte à suggestions via un forum (UserVoice Forum) sur le site de Windows Phone. Ce forum est peu mis en valeur car il reste caché dans la page « Plan du site ». Un équivalent pour les développeurs (Windows Phone Developer UserVoice) existe sur le Dev Center dans la partie Community.
En décembre 2011, Microsoft met à disposition des applications dédiées pour donner plus de visibilité à ces deux sites :
- Suggestion Box[128] pour les utilisateurs[129].
- WPDev Feedback[130] pour les développeurs[131].

Les deux sites sont uniquement en anglais et se présentent sous la forme d'un forum où l'utilisateur :
- peut soumettre ses propres idées à la communauté ;
- peut commenter les idées proposées par chacun ;
- dispose de 60 jetons de vote à répartir sur les idées qu'il préfère (trois jetons maximum par idée). Un vote peut être modifié (ajout ou retrait de jetons) et si l'idée est réalisée, les jetons sont libérés.

En juillet 2013, Joe Belfiore, vice président du programme Windows Phone, a commenté une idée ayant recueilli plus de 16 000 votes et qui traduisait le sentiment des utilisateurs de ne pas voir leurs suggestions écoutées vu le peu de nouveautés introduites par les mises à jour depuis le lancement de WP8. La priorité de Microsoft reste d'abord les mises à jour relatives au matériel afin de permettre l'accroissement du parc par la mise au point de nouveaux modèles de smartphones par les constructeurs. Cela est donc moins visible qu'une nouvelle fonctionnalité pour les utilisateurs.
À fin février 2014, 160 suggestions étaient marquées réalisées et disponibles sur Windows Phone 8. Le nombre de votes (une dizaine à des dizaines de milliers) ne semblent pas être prédominant dans les choix de Microsoft. Certaines fonctionnalités sont marquées complétées et pourtant non disponibles (suggestion « Customizable tile and Homescreen wallpaper » par exemple), et d'autres ont été marquées complétées par erreur avant de voir leur statut corrigé (suggestion « Add File Manager to Windows Phone »).

### Fonctionnalités manquantes
Visibilité du texte coupé: il est impossible de visualiser le texte coupé par la petitesse de l'écran. Même les libellés gérés par le système Microsoft (liste des applications ou des médias par exemple) coupent le texte sans offrir la possibilité de le consulter (zoom, défilement, bulle, retour à la ligne forcé).
État des connexions : l'état des connexions (WLAN, GSM, etc.) est souvent mal indiqué à l'utilisateur. En mode avion, par exemple :
- l'envoi d'un SMS indique seulement que l'envoi du message est impossible et propose de réessayer sans fin.
- la demande de recherche mises à jour du système aboutit au message d'erreur « Nous ne pouvons pas vérifier la disponibilité de mise à jour actuellement (80072f73) ».
- la recherche avec Bing du mot clé « test », laisse le moteur chercher dans le vide pendant plusieurs minutes.

Alors que la recherche avec Cortana indique en quelques secondes : « I'm feeling disconnected ».
L'écran de verrouillage bloque la lecture vidéo : alors qu'il est possible d'écouter de la musique ou de laisser des applications fonctionner pendant que l'écran est verrouillé, la lecture d'une vidéo s'arrête dès que l'écran est verrouillé par l'utilisateur.
Redimensionnement vidéo : il est impossible par l'utilisateur de redimensionner une vidéo pour modifier le ratio largeur/hauteur ou pour faire disparaître des marges ou des zones inutiles.
Confirmation de remise de SMS dans la conversation : les confirmations de SMS remis apparaissent dans une conversation séparée sans aucun lien avec la conversation en cours, ni le SMS précisément envoyé (dans le cas d'envois successifs à la même personne).
Transfert de SMS vers un e-mail : il est impossible de transférer un SMS vers un e-mail (ou autre destination) et inversement (obligation d'utiliser la fonction copier-coller, ce qui ne permet pas de transférer les informations sur les expéditeurs/destinataires/date/heure).

### Envoi fantôme de données
Certains utilisateurs du système d'exploitation mobile se sont plaints parce que leurs téléphones avaient une utilisation anormale des services de données. Ainsi, certains utilisateurs affectés par le problème qui avaient une formule avec volume limité n'obtenaient plus de services bien qu'ils utilisaient rarement leurs téléphones pour se connecter à Internet. Les utilisateurs possédant un forfait illimité avaient leur bande passante réduite car le volume maximal par heure avait déjà été atteint auprès des opérateurs.
Microsoft a confirmé que la cause du problème a été trouvée et qu'il s'agit d'un problème causé par une brèche dans le serveur IMAP du fournisseur d'e-mail Yahoo! qui forcerait l'envoi de 25 fois plus de données que nécessaire,. Yahoo! se défend en disant que ceci serait causé par une mauvaise application sous Windows Phone bien que selon Rafael Rivera, le même problème se soit déjà produit avec des appareils sous iOS, ce qui laisse plus penser qu'il s'agit d'un problème au niveau des serveurs de Yahoo!. Le 12 mars 2011, Yahoo! a mis à jour son serveur IMAP avec une nouvelle version qui corrige le problème.

### Mise à jour d'anciens terminaux sous Windows Mobile
Des rumeurs faisaient état que certains Windows Phones tournant sous Windows Mobile 6.5.x pourraient être mis à jour vers WP7, néanmoins, Natasha Kwan, directrice générale de la division Mobile et Communication de Microsoft Asie, aurait dit que cela n'était pas possible vu que les appareils actuellement disponibles ne présentaient pas les caractéristiques requises.
D'autres articles ont cependant indiqué que Microsoft devait confirmer ou infirmer la possibilité de ces mises à jour. 
Les capacités du HTC HD2, par exemple, auraient pu laisser penser  qu'une mise à niveau serait possible, causant des réactions de certains clients de peur que la compagnie abandonne l'ancien système d'exploitation Windows Mobile 6. Cependant, Mme Kwan a spécifié que le HD2 ne serait pas éligible à cause des prérequis concernant les touches; le HD2 en a bien cinq, mais la rigidité de l'OS impose d'avoir des touches d'accès vers la photo et de recherche rapide. Cependant, certaines équipes sont parvenues à faire fonctionner Windows Phone sur le HTC HD2 de façon non officielle mais avec un certain nombre de limitations pour faire fonctionner certaines fonctionnalités.

### Géolocalisation forcée
Après Apple et son iPhone qui stockait les informations GPS des sessions antérieures et ne supprimait pas l'historique, Microsoft a lui aussi été attaqué en 2011 pour une mauvaise gestion des données appartenant aux utilisateurs. Cette fois-ci, on apprend en septembre 2011 que le géant des logiciels a décidé de concevoir la fonction de stockage des informations de localisation et d'en avoir connaissance, même si le propriétaire du téléphone refusait cette fonction. Cette fonction traquant l'utilisateur à son insu porte Microsoft vers le tribunal.